# Latécoère 298
Le Latécoère 298 est un hydravion-torpilleur français de l'entre-deux-guerres.

## Conception
Une spécification de la marine fut émise en 1933 afin de remplacer l'hydravion torpilleur Latécoère 290, en service à partir de 1934 dans l'aviation navale. Cette demande concernait un nouveau bombardier-torpilleur et la firme Latécoère développa le modèle 298, une version plus moderne de son prédécesseur. Le Latécoère 298.01 effectua son premier vol en mai 1936, pilote Jean Gonord.
Le Latécoère 298 était un monoplan à aile médiane de construction métallique, à l'exception des empennages en bois entoilé, doté d'une hélice à pas variable et de volets d'intrados. Il s'agissait d'un hydravion à flotteurs, triplace, aux ailes effilées. Il pouvait emporter une torpille ou des bombes de 50 et 100 kg dans une soute sous le fuselage. Le prototype se révéla réussi et une commande de 127 exemplaires de série fut passée par les autorités françaises.
En fait la conception d'ensemble était fausse : disposant d'une même puissance que les chasseurs monomoteurs contemporains (son Hispano-Suiza 12Y était le même que celui du MS.406), le Laté 298 était triplace, encombré de deux gros flotteurs et chargé d'une lourde torpille. Dans ces conditions, ses performances ne lui laissaient aucune chance en cas de rencontre avec la chasse ennemie. Ajoutons que le torpillage est l'une des spécialités les plus dangereuses de l'aviation : il faut approcher l'objectif à faible vitesse pour ne pas détériorer la torpille au largage, rester en ligne droite et concentrer sur soi une abondante DCA sans bénéficier des irrégularités du sol ou des obstacles qui peuvent gêner une défense aérienne terrestre. Le Laté 298 n'eut jamais l'occasion d'effectuer le moindre torpillage en combat. Sa seule qualité reconnue : il était très solide ; mais ça ne suffit pas à faire un avion de combat valable.[réf. nécessaire]

## Engagements

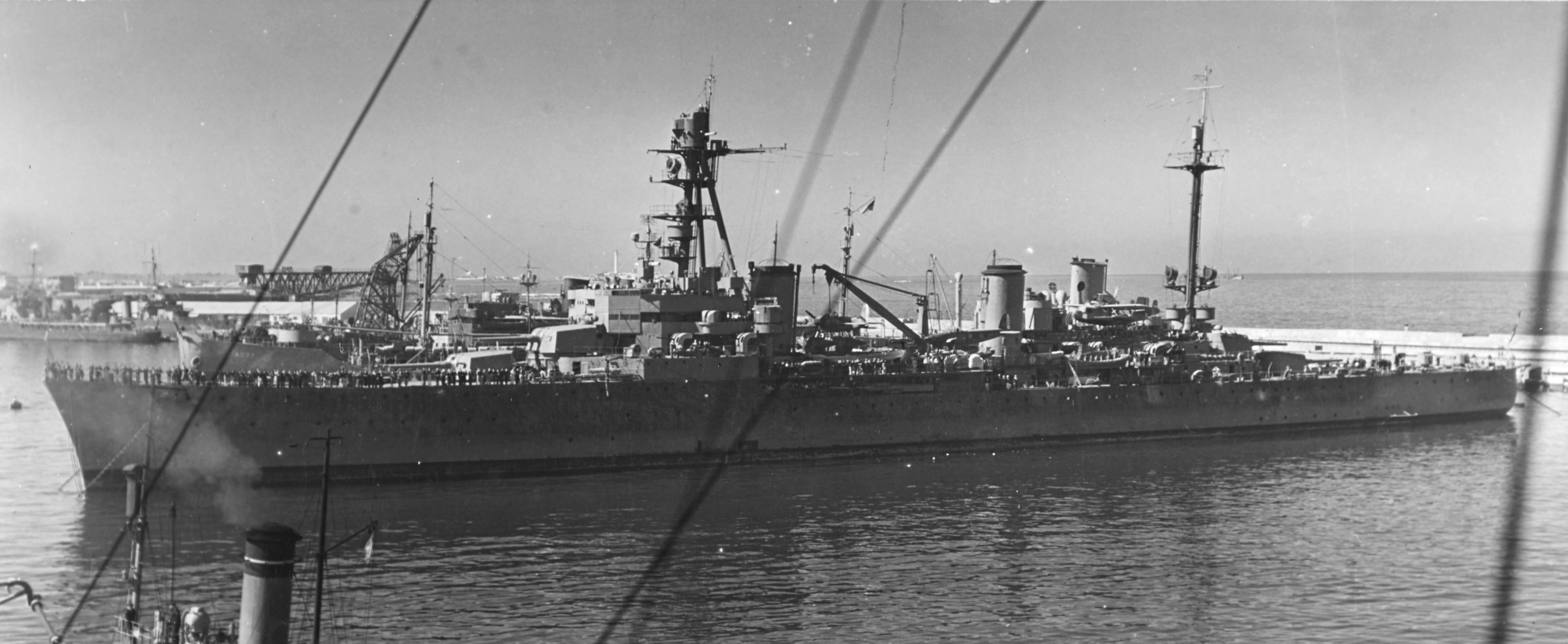
Le croiseur Tourville en 1943 avec deux Laté 298 entre les cheminées et un Loire 130 sur la catapulte.

Durant la campagne de France, huit escadrilles opérationnelles en ont été équipées, dont deux à bord du transport d'hydravions Commandant Teste. Certaines ont été engagées dans le harcèlement des unités motorisées allemandes entre Boulogne et la Somme, un type de mission pour lequel cet appareil n'était pas prévu. Après l'armistice, six unités sont restées en service avec l'autorisation des commissions allemande et italienne. Un détachement s'incorpora dans le Coastal Command britannique et servit dans la lutte anti-sous-marine. Deux exemplaires servirent à des personnels de la Marine Nationale pour rejoindre les FFL (Force Françaises Libres), l'un vers l'Angleterre, l'autre jusqu'à Dakar, où celui-ci fut intercepté par les autorités du gouvernement de Vichy et ses navigants emprisonnés.
Quelques exemplaires survécurent au conflit et furent employés jusqu'en 1951 à l'instruction, malheureusement aucun exemplaire n'a été préservé pour un musée.

## Variantes
Plusieurs versions furent élaborées, toutes se caractérisant par un habitacle redessiné.

### Latécoère 298A
Le Laté 298A fut livré à partir d'octobre 1938.

### Latécoère 298B
Le Laté 298B était doté d'une double commande et d'ailes repliables.

### Latécoère 298D
Enfin, le Laté 298D comportait une double commande et des ailes fixes. Tous ces appareils entrèrent en service jusqu'à l'armistice de juin 1940.

### Latécoère 298E
Un des Laté 298D fut pourvu d'une gondole ventrale d'observation et reçut la dénomination de Laté 298E.

### Latécoère 299A
Tandis qu'un Laté 299 de reconnaissance, de bombardement et de torpillage fut dérivé du Latécoère 298 et vola en juillet 1939. Seulement 2 exemplaires furent construits.

## Autres caractéristiques
Cet avion a été peu photographié, et plus rarement encore filmé[réf. nécessaire]. On peut le voir, dans les dernières minutes du film Au grand balcon (1949) où il part pour la première liaison de l'Aéropostale sur l'Atlantique Sud, en lieu et place du véritable Latécoère 28, auquel pourtant il ne ressemblait guère. Dans certaines scènes, on voit bien les trappes de la soute à torpille.